# あぶれもん
あぶれもんとは、嶺岸信明作画、来賀友志原作による日本の麻雀漫画作品である。単行本は全4巻。全39話。近代麻雀コミックス（竹書房）。

## あらすじ
横浜の南にある小さな街、弘明寺。ここは娑婆の世界の喜怒哀楽を11世相にたとえた11面観音に見守られた叙情豊かな界隈。この街には2つのフリー雀荘があった。「善元」（ぜんげん）と「かり田」。この2つから将来麻雀界に伝説を作る2人の天才雀士が生まれる。そしてその天才、轟健三と新堂啓一は観音橋で出会い、序章が始まる。新堂と轟は互いにしのぎを削る。その評判を聞いた裏世界の元締めである甲斐は、雌雄を決する場を設ける。お互いが一歩も譲りあわない死闘は「善元」の3勝2敗となり、6戦目の抜け番の休憩中に轟は「善元」の元マスターに腹部を刺された。これを機に死闘は引き分けに終わる。その後、甲斐の願いにより轟は新堂を連れて弘明寺を離れて麻雀行脚の修行に出る。最初の地、東京で2人は圧勝。しかし次の地へ行く前に鹿児島の鹿戸剛史に阻まれ、死闘が開始される。鹿戸の勝負に勝ち、博多でも苦戦しながらも勝利する。だが、轟と新堂はここで別れて轟は大阪へ、新堂は四国へ向かう。大阪で実力を見せつけて名を売る轟、新堂は四国で伝説の雀師である舎心滝雲と出会う。

## 主な登場人物
新堂 啓一（しんどう けいいち）
本作の主人公。弘明寺街の神童と言われた秀才。「かり田」を訪れて以降、麻雀に情熱を傾ける。
轟 健三（とどろき けんぞう）
「善元」のエース。無類のツキと博打の非情さを兼ね備えた最強の打ち手。
吾郎（ごろう）
「かり田」の雀ゴロ。
武士（たけお）
建三のオヒキ。
熊彦（くまひこ）
「かり田」のマスター。尋常でない博才の持ち主。
清（きよし）
建三のオヒキ。
英介（えいすけ）
啓一の兄弟分。
ミツル
大阪博徒のナンバー1。
牧之瀬（まきのせ）
成金の放蕩息子。
甲斐（かい）
関東一円の裏の元締め。
鹿戸 剛史（しかど たけふみ）
鹿児島の頭目。
京子（きょうこ）
剛史の妹。
帝王（ていおう）
大阪を支配する男。
チビ松（ちびまつ）
大阪の雀ゴロ。
チー公（ちーこう）
福岡の博打打ち。
穴倉（あなくら）
しぶとさを身上とする打ち手。
陣内（じんない）
華麗さを身上とする打ち手。
舎心 滝雲（しゃしん りゅううん）
四国随一の盲目の打ち手。
譲（じょう）
大阪のナンバー2。

## 単行本
1. 2001年12月9日発行、ISBN
2. 2002年1月7日発行、ISBN
3. 2002年2月19日発行、ISBN
4. 2002年3月16日発行、ISBN